# ABS-6
Nota: Não confundir com o satélite Koreasat 7 (Mugungwha 7).
O ABS-6, anteriormente conhecido por LMI-1, ABS-1 e Koreasat 7, é um satélite de comunicação geoestacionário que foi construído pela Lockheed Martin. Ele está localizado na posição orbital de 159 graus de longitude leste e é operado pela Asia Broadcast Satellite (ABS). O satélite foi baseado na plataforma A2100AX e sua vida útil estimada era de 15 anos.

## História
O LMI-1 (Lockheed Martin Intersputnik) foi construído pela Lockheed Martin Commercial Space Systems e operado em uma localização orbital de 75 graus leste. Equipado com 44 transponders em banda C e Ku de alta potência, o satélite oferece alta qualidade e serviço de confiável de telefonia fixa e de televisão de transmissão direta. O satélite ajuda a satisfazer a crescente demanda de telecomunicações russa e emissoras de capacidade de satélite. A sonda é o primeiro de vários satélites state-of-the-art que estão planejadas para fornecer conectividade para clientes empresariais e residenciais. Além de sua cobertura russa, o LMI-1 fornece também serviços de telecomunicações na Comunidade de Estados Independentes e Europa Central, no Leste da Europa, na Ásia e na África.
A Asia Broadcast Satellite (ABS) com base em Hong Kong, um operador de satélite recém-formado, adquiriu em setembro de 2006 da Lockheed Martin Space Communications Ventures (LMSCV) e Lockheed Martin Intersputnik (LMI) da Lockheed Martin Global Telecommunications (LMGT). Como resultado da transação, a LMSCV e a LMI foram renomeados para Asia Broadcast Satellite Holdings e Asia Broadcast Satellite, respectivamente. O satélite LMI-1 também foi renomeado para ABS-1. A capacidade utilizada pela KT Telecom é referido como Koreasat 7. Posteriormente, o satélite foi renomeado para ABS-6.

## Lançamento
O satélite foi lançado com sucesso ao espaço no dia 26 de setembro de 1999, abordo de um foguete Proton-K a partir do Cosmódromo de Baikonur, no Cazaquistão. Ele tinha uma massa de lançamento de 3740 kg.

## Capacidade e cobertura
O ABS-6 é equipado com 28 transponders em banda C e 16 em banda Ku, para prestar serviços empresariais e serviços de dados e radiodifusão, direta para as residências da Europa Oriental, Sul e Sudeste da Ásia, África, Oriente Médio e Austrália.